# مات ماكنزي
مات ماكنزي (بالإنجليزية: Matt McKenzie)‏ هو ممثل أمريكي، ولد في القرن 20.

## وصلات خارجية
- مات ماكنزي على موقع IMDb (الإنجليزية)
- مات ماكنزي على موقع قاعدة بيانات الفيلم (الإنجليزية)
- مات ماكنزي على موقع ANN person (الإنجليزية)